# Георгий Плеханов
Георгий Валентинович Плеханов (на руски: Гео́ргий Валенти́нович Плеха́нов) с псевдоними Н. Белтов, А. С. Максимов-Дружбинин и други е теоретик и пропагандист на марксизма, философ, виден деятел на руското и международното социалистическо движение.

## Биография
Роден е на 29 ноември 1856 година в Гудаловка, Тамбовска губерния.
През 1879 година успява да избяга от евентуална каторга и през 1880 година емигрира в Швейцария. Завръща се в Русия през 1917 години след 37 години изгнание.
След завръщането си в Русия, Плеханов не е допуснат в Изпълкома на Петроградския съвет, където не намира място и неговият поддръжник Григорий Алексински. Причината за това е „отбранителната“ позиция на Плеханов, която за дейците на Съвета е неделима от антивоенната позиция. Има отрицателно отношение към Октомврийската революция, защото мисли, че властта, съсредоточена в една партия и една класа може да има пагубни последствия.
Отстранен от ръководни роли, Плеханов е принуден да се ограничи с редактирането на вестник „Единство“, където публикува статии с отклик на важни политически събития, води спорове с опоненти и идейни противници. Плеханов поддържа Временното правителство, застава срещу Априлските тезиси на Ленин, наричайки ги „бълнуване“.
Боледува от туберкулоза, която се влошава и умира през 1918 година в санаториум край село Иличьово.

## Произведения
- Н. Г. Чернишевски, 1894.
- Анархизъм и социализъм, 1894
- Към въпроса за развитието на монистическия възглед за историята, 1895.
- Приноси към историята на материализма, 1896.
- Материалистическото разбиране за историята, 1897.
- Към въпроса за ролята на личността в историята, 1898.
- Срещу анархизма, 1895.
- основни въпроси на марксизма, 1907.
- Войнстващият материализъм, 1907.
- Хенрик Ибсен, 1908.
- Изкуството и социалният живот, 1912.